# Gianni Celati
Gianni Celati, pseudonimo di Giovanni Celati (Sondrio, 10 gennaio 1937 – Brighton, 3 gennaio 2022), è stato uno scrittore, traduttore e anglista italiano.

## Biografia
Gianni Celati nasce a Sondrio, dove si trova la famiglia a causa del lavoro del padre, usciere di banca spostato spesso di sede in sede a causa dei litigi con i suoi superiori. Il padre Antonio era originario di Bondeno, vicino a Ferrara, mentre la madre, Exenia Dolores Martelli, era nata a Sandolo, vicino al delta del Po. Gianni Celati passa l'infanzia e l'adolescenza in provincia di Ferrara. Finito il liceo, durante un campeggio estivo a Marina di Ravenna, conosce una ragazza tedesca che vuole a tutti i costi rivedere, così gli amici fanno una colletta per mandarlo ad Amburgo, dove rimane nove mesi grazie al denaro che gli invia suo fratello Gabriele (1928-2003), avvocato. Laureatosi in letteratura inglese presso l'Università di Bologna con una tesi su James Joyce, scrive articoli per Marcatré, Lingua e stile, Il Verri, Il Caffè, Quindici, Sigma, ecc. oltre a pubblicare le prime traduzioni, tra cui Futilità di William Gerhardie e Colloqui con il professor Y di Louis-Ferdinand Céline. Nel 1971 pubblica il suo primo romanzo, Comiche, per Einaudi (nella collana sperimentale La ricerca letteraria, con una nota di Italo Calvino) mentre collabora a «Periodo Ipotetico» e a diverse altre riviste.
(Gianni Celati, Testimonianza raccolta in N. Palmieri, in Documentari imprevedibili come i sogni, Fandango, Roma 2011)
Sono questi peraltro gli anni in cui si dedica alla traduzione di classici inglesi quali Favola della botte di Jonathan Swift o Bartleby lo scrivano di Herman Melville e a progettare una rivista con Italo Calvino, Carlo Ginzburg, Enzo Melandri e Guido Neri. Sempre da Einaudi escono i successivi Le avventure di Guizzardi (1973), La banda dei sospiri (1976) e Lunario del paradiso (1978), contraddistinti da uno stile di insistita devianza dalla norma scolastica e dallo sforzo della lingua di rappresentare una realtà più autentica, al di fuori del canone borghese. I tre romanzi saranno raccolti (qui e là con piccole correzioni, soprattutto nel terzo) nel 1989 (presso Feltrinelli) in Parlamenti buffi, con un Congedo dell'autore al suo libro. Durante un periodo di insegnamento alla Cornell University di Ithaca (New York) escono ancora saggi (poi raccolti in Finzioni occidentali) e racconti sparsi (tra cui spiccano i volumetti Il chiodo in testa del 1974 e La bottega dei mimi del 1977).
Ritrasferitosi in Italia assume la cattedra di letteratura angloamericana del DAMS di Bologna (tra i suoi allievi Pier Vittorio Tondelli, Claudio Piersanti, Enrico Palandri, Giacomo Campiotti, Gian Ruggero Manzoni, Andrea Pazienza, Freak Antoni, ecc.), e riprende anche l'attività critica e di studioso della letteratura europea, traducendo James Joyce, Mark Twain, Joseph Conrad, Roland Barthes e ancora Céline (Guignol's band e Il ponte di Londra) oltre a scrivere articoli per «Alfabeta», «Nuovi argomenti», «Nuova Corrente», «Il manifesto», ecc.
Celati torna alla narrativa nel 1985 con i trenta racconti di Narratori delle pianure che segnano anche il passaggio alla casa editrice Feltrinelli, e che mostrano un forte cambiamento di stile: i picchi d'intemperanza stralunata e comica degli anni settanta si volgono in una lingua volutamente e arrendevolmente semplice che riesce a disegnare le cose con minore numero di parole e in maniera più chiara, quasi come fotografie (inizia in questo periodo la sua amicizia con Luigi Ghirri, Gabriele Basilico e altri fotografi), mentre al contempo svolgono una maniera di racconto legata al «sentito dire» e alla novella tradizionale italiana.
In seguito vengono le Quattro novelle sulle apparenze (1987), dove alla precisione stilistica si accompagna una tematica della fiducia e del disincanto della società contemporanea, e Verso la foce (1989), un itinerario verso le foci del Po (territorio dell'infanzia e dell'adolescenza dello scrittore). Tra le traduzioni: Stendhal, Jack London, Johann Peter Hebel, Georges Perec, Henri Michaux, Friedrich Hölderlin, nuovamente Jonathan Swift, ecc. mentre da ottobre 1988 per un anno raccoglie un'antologia di brani di scrittori prima su «Il manifesto» e poi in volume (Narratori delle riserve, Feltrinelli 1992). Con Ermanno Cavazzoni, Ugo Cornia, Daniele Benati e altri ha anche diretto - dal 1995 al 1997 per sei numeri - la rivista «Il semplice» (con il contributo della Fondazione San Carlo di Modena e della casa editrice Feltrinelli).
Ha anche insegnato all'Université de Caen e alla Brown University di Providence e per il resto della sua vita ha risieduto a Brighton, in Inghilterra. Fra le ultime opere si ricordano la trascrizione in prosa del poema di Matteo Maria Boiardo, L'Orlando innamorato raccontato in prosa (Einaudi, 1994), la trasfigurazione autobiografica Recita dell'attore Attilio Vecchiatto nel teatro di Rio Saliceto (1996, a cui hanno fatto seguito i Sonetti del Badalucco nell'Italia odierna, 2010), il resoconto di viaggio Avventure in Africa (1998), e nove nuovi racconti raccolti in Cinema naturale (2001), dove alle meditazioni sul presente si alternano i ricordi. Tra gli interventi critici è interessante la Presentazione ai Racconti impensati di ragazzini raccolti (Feltrinelli, 1999) da Enrico De Vivo, curatore del sito Zibaldoni e altri racconti. Nel 2003 Gianni Celati è protagonista del film documentario Mondonuovo del regista Davide Ferrario, girato attraverso i luoghi d'infanzia dello scrittore, in un percorso che costeggia il fiume Po, dalla provincia di Reggio Emilia alla foce.
In collaborazione stabile con la casa di produzione cinematografica bolognese Pierrot e la Rosa realizza in qualità di regista i documentari Strada provinciale delle anime (1991, 58 minuti), Il mondo di Luigi Ghirri (1999, 52 minuti), Case sparse. Visioni di case che crollano (2003, 61 minuti), pubblicati come DVD presso Fandango Libri nel 2011, e Diol Kadd. Vita, diari e riprese di un viaggio in Senegal (2010, 90 minuti),  pubblicato come DVD insieme ai diari del viaggio da Feltrinelli nel 2011, centrato sul villaggio natale di Mandiaye N'Diaye, attore del Teatro delle Albe.
Dopo l'uscita del suo Fata Morgana (2005), descrizioni etnografiche di un popolo immaginario, a Celati è stato dedicato il n. 28 di «Riga», rivista a cura di Marco Belpoliti e Marco Sironi, che contiene anche inediti.
Con Vite di pascolanti (ed. nottetempo) ha vinto il Premio Viareggio nel 2006. I racconti di questo volume sono stati successivamente inseriti nelle più ampie raccolte di Costumi degli italiani 1: Un eroe moderno e Costumi degli italiani 2: Il benessere arriva in casa Pucci, entrambi pubblicati nel 2008 da Quodlibet. Nello stesso anno sceglie e introduce un'antologia di racconti di Antonio Delfini per Einaudi (Autore ignoto presenta, 2008).
Nel marzo 2013 Einaudi pubblica l'Ulisse di James Joyce in una nuova versione tradotta da Celati, frutto del lavoro di oltre sette anni e attesa già da diverso tempo. L'anno successivo si piazza terzo al Premio Chiara con la raccolta di racconti Selve d'amore.
Nel 2016 esce presso la collana I Meridiani di Mondadori un'ampia raccolta di opere narrative dal titolo Romanzi, cronache e racconti, a cura di Marco Belpoliti e Nunzia Palmieri.

### Morte
Il 3 gennaio 2022 muore nella sua casa di Brighton, in Inghilterra, una settimana prima di compiere 85 anni.

## Opere
- Comiche, Torino: Einaudi, 1971; n.ed. a cura di Nunzia Palmieri, Macerata: Quodlibet, 2012
- Le avventure di Guizzardi, Torino: Einaudi, 1973; Milano: Feltrinelli, 1989 e 1994
- La banda dei sospiri, Torino: Einaudi, 1976; Milano: Feltrinelli, 1989 e 1998; Macerata: Quodlibet, 2015
- Finzioni occidentali. Fabulazione, comicità e scrittura, Torino: Einaudi 1975, 1986 e 2001
- Lunario del paradiso, Torino: Einaudi, 1978; Milano: Feltrinelli, 1989 e 1996
- Alice disambientata, Milano: L'erba voglio, 1978; Firenze: Le lettere, 2007
- Narratori delle pianure, Milano: Feltrinelli, 1985 e 1988. Finalista al Premio Bergamo[7]
- Quattro novelle sulle apparenze, Milano: Feltrinelli, 1987 e 1996
- La farsa dei tre clandestini. Un adattamento dai Marx Brothers, Bologna: Baskerville, 1987
- Verso la foce, Milano: Feltrinelli, 1988 e 1992
- Parlamenti buffi, Milano: Feltrinelli, 1989
- L'Orlando innamorato raccontato in prosa, Torino: Einaudi, 1994
- Recita dell'attore Attilio Vecchiatto nel teatro di Rio Saliceto, Milano: Feltrinelli, 1996
- Avventure in Africa, Milano: Feltrinelli, 1998 e 2000
- Cinema naturale, Milano: Feltrinelli, 2001 Premio Chiara[8]
- Fata Morgana, Milano: Feltrinelli, 2005, Premio Selezione Campiello[9], Premio Napoli[10]
- Vite di pascolanti, Roma: Nottetempo, 2006 Premio Viareggio[11]
- Costumi degli italiani 1: Un eroe moderno, Macerata: Quodlibet, 2008
- Costumi degli italiani 2: Il benessere arriva in casa Pucci, Macerata: Quodlibet, 2008
- Ma come dicono di vivere così, Viadana: FUOCOfuochino, 2009
- Sonetti del Badalucco nell'Italia odierna, Milano: Feltrinelli, 2010
- Bambini pendolari che si sono perduti, Milano: Feltrinelli, 2010
- Cinema all'aperto, Roma: Fandango Libri, 2011 (con i DVD di Strada provinciale delle anime, Il mondo di Luigi Ghirri e Case sparse)
- Conversazioni del vento volatore, Macerata: Quodlibet, 2011
- Passar la vita a Diol Kadd. Diari 2003-2006, Milano: Feltrinelli, 2011 (con il DVD del film Diol Kadd); 2012 (nuova ed. rivista dall'autore, senza DVD)
- Selve d'amore, Macerata: Quodlibet, 2013
- Studi d'affezione, Macerata: Quodlibet, 2016
- Romanzi, cronache e racconti, a cura di Marco Belpoliti e Nunzia Palmieri, Milano: I Meridiani Mondadori, 2016 ISBN 978-88-046-5876-4
- Animazioni e incantamenti, con Carlo Gajani, a cura di Nunzia Palmieri, Roma: L'orma editore, 2017 ISBN 978-88-997-9316-6
- Narrative in fuga, a cura di Jean Talon, Macerata: Quodlibet, 2019 ISBN 978-88-229-0309-9

### Traduzioni
- Jonathan Swift, Favola della botte, Bologna: Sampietro, 1966; Torino: Einaudi, 1990
- William Gerhardie, Futilità, Torino: Einaudi, 1969; Milano: Adelphi, 2003
- Louis-Ferdinand Céline, Il ponte di Londra, Torino: Einaudi, 1971; Guignol's band II, Torino: Einaudi-Gallimard, 1996
- Edward T. Hall, Il linguaggio silenzioso, Milano: Garzanti, 1972
- Mark Twain, Le avventure di Tom Sawyer, Milano: Rizzoli, 1979
- Louis-Ferdinand Céline, Colloqui con il professor Y, Torino: Einaudi, 1980 (con Lino Gabellone)
- Barthes di Roland Barthes, Torino: Einaudi, 1980
- Louis-Ferdinand Céline, Guignol's band, Torino: Einaudi, 1982; Guignol's band I, Torino: Einaudi-Gallimard, 1996
- Jack London, Il richiamo della foresta, Torino: Einaudi, 1986
- Herman Melville, Bartleby lo scrivano, Milano: Feltrinelli 1991; Milano: SE, 2013
- Friedrich Hölderlin, Poesie della torre (Turmgedichte), Milano: Feltrinelli, 1993 (con Giorgio Messori)
- Stendhal, La Certosa di Parma, Milano: Feltrinelli, 1993
- Jonathan Swift, I viaggi di Gulliver, Milano: Feltrinelli, 1997
- Joseph Conrad, La linea d'ombra, Milano: Mondadori, 1999
- Henri Michaux, Altrove, Macerata: Quodlibet, 2005 (con Jean Talon)
- Storie di solitari americani, Milano: BUR, 2006 (con Daniele Benati)
- Henri Michaux, Viaggio in Gran Garabagna, Macerata: Quodlibet, 2010 (con Jean Talon)
- James Joyce, Ulisse, Torino: Einaudi, 2013
- Joseph Conrad, All’estremo limite, Macerata: Quodlibet, 2017

## Documentari
- Strada provinciale delle anime (1991)
- Il mondo di Luigi Ghirri (1999)
- Visioni di case che crollano (Case sparse) (2002)
- Diol Kadd. Vita, diari e riprese di un viaggio in Senegal (2010)